# Liste der Kreisstraßen im Oberbergischen Kreis
Die Liste der Kreisstraßen im Oberbergischen Kreis ist eine Auflistung der Kreisstraßen im Oberbergischen Kreis, Nordrhein-Westfalen.

## Abkürzungen
- K: Kreisstraße
- L: Landesstraße

## Liste
Die Kreisstraßen behalten die ihnen zugewiesene Nummer innerhalb von Nordrhein-Westfalen auch bei einem Wechsel in einen anderen Kreis oder in eine kreisfreie Stadt. Die K 29 bildet hier eine Ausnahme. Nicht vorhandene bzw. nicht nachgewiesene Kreisstraßen werden in Kursivdruck gekennzeichnet, ebenso Straßen und Straßenabschnitte, die unabhängig vom Grund (Herabstufung zu einer Gemeindestraße oder Höherstufung) keine Kreisstraßen mehr sind.
Der Straßenverlauf wird in der Regel von Nord nach Süd und von West nach Ost angegeben.
| Nr.  | Verlauf |
| ---- | --- |
| K 1  | Dürhagen – Steffenshagen – K 2 – Höhsiepen – Wiehagen – K 3 – in Hückeswagen |
| K 2  | (K 2 in Remscheid) – Kreisgrenze – K 1 |
| K 3  | – K 1 in Wiehagen |
| K 5  | L 101 in Radevormwald – Altenholte – Posthäuschen – Kobeshofen – Kleineichen – K 12 – K 13                                                                                       |
| K 6  | L 414 – Remlingrade – K 8 – Sondern – L 130 – Önkfeld – L 414 in Radevormwald |
| K 7  | (K 7 im Ennepe-Ruhr-Kreis) – Kreisgrenze – Filde – Wönkhausen – Niederwönkhausen – in Scheideweg                                                                                 |
| K 8  | (K 8 im Ennepe-Ruhr-Kreis) – Kreisgrenze – Griesensiepen – Pastoratshof – K 6 in Remlingrade                                                                                     |
| K 9  | (K 9 im Ennepe-Ruhr-Kreis) – Kreisgrenze – Braake – Wellringrade – Uelfe III – K 10 – L 414 in Radevormwald                                                                      |
| K 10 | K 9 in Radevormwald – Uelfe II – Neuenhof – Funkenhausen – Studberg – |
| K 11 | – Erlenbach – Kotten – Levenhausen – Stoote – Siepersbever – Heinhausen – Neuenherweg – Kormannshausen – Pixberg – Neuhückeswagen – Fuhr – K 12 – Mickenhagen – Käfernberg       |
| K 12 | K 11 in Mickenhagen – Großberghausen – K 5 |
| K 13 | (K 13 im Märkischen Kreis) – Kreisgrenze – K 30 – Gardeweg – K 5 – Oberröttenscheid – Niederröttenscheid – Neye – in Wipperfürth                                                 |
| K 14 | L 68 – Wickesberg – Purd – Boxberg – in Lamsfuß |
| K 15 | L 336 in Heckelsiefen – Oberbierenbach – L 339 in Gaderoth |
| K 16 | L 148 – Heischeid – L 336 in Brüchermühle |
| K 18 | L 129 – Niederbenningrath – Niederflosbach – Raffelsiefen – L 284 – Grünenberg – Agathaberg – L 302 – Dohrgaul – K 39 – Grennebach – Kempershöhe – Scharde – L 97 in Marienheide |
| K 19 | L 299 in Lindlar – L 302 in Bickenbach |
| K 20 | K 24 in Schmitzhöhe – Schönenborn – L 299 – K 38 – L 84 in Hohkeppel |
| K 21 | L 299 in Lindlar – Vorderrübach – L 97 in Kuhlbach |
| K 23 | L 337 in Hackenberg – Bergneustadt – Immicke – Brelöh – K 50 – Neuenothe – K 36 in Belmicke                                                                                      |
| K 24 | (K 24 im Rheinisch-Bergischen Kreis) – Kreisgrenze – Kalkofen – K 20 – Schmitzhöhe – Fahn – K 38 – Oberbergscheid – L 84 – Waldbruch – Kemmerich – Lingenbach – L 129 in Lindlar |
| K 26 | L 95 in Dickhausen – L 339 in Thierseifen |
| K 27 | L 95 in Elsenroth – Stockheim – L 320 in Bierenbachtal |
| K 28 | L 95 in Hammermühle – Drinsahl – Happach – L 38 in Waldbröl |
| K 29 | (K 43 im Rheinisch-Bergischen Kreis) – Kreisgrenze – K 31 – Unterommer – Linde – L 284 in Bruch                                                                                  |
| K 30 | K 13 – Vossebrechen – Forste – Kreisgrenze – (Märkischer Kreis) – Kreisgrenze – Kreuzberg – Schleise – L 284 in Wasserfuhr                                                       |
| K 31 | (K 31 im Rheinisch-Bergischen Kreis) – Kreisgrenze – Reudenbach – K 29 |
| K 32 | L 324 in Holpe (– Abzweig nach Süden – Landesgrenze – K 64 im Landkreis Altenkirchen (Westerwald), Rheinland-Pfalz) – Überholz – Kreisgrenze – (K 32 im Rhein-Sieg-Kreis)        |
| K 33 | (K 33 im Märkischen Kreis) – Kreisgrenze – Großfastenrath – Kerspe – Kreisgrenze – ( im Märkischen Kreis)                                                                        |
| K 34 | K 40 in Hillerscheid – Jennecken – Wald – L 95 |
| K 35 | in Drabenderhöhe – (K 35 im Rhein-Sieg-Kreis) |
| K 36 | (K 36 im Kreis Olpe) – Kreisgrenze – K 23 – Belmicke – Kreisgrenze – (K 36 im Kreis Olpe)                                                                                        |
| K 37 | L 84 in Hohkeppel – Kreisgrenze – (K 37 im Rheinisch-Bergischen Kreis) |
| K 38 | L 284 in Hommerich – Ebbinghausen – K 24 – Fahn – Müllemich – L 299 – K 20 in Hohkeppel                                                                                          |
| K 39 | K 18 in Dohrgaul – Freihäuschen – Niederklüppelberg – in Ohl |
| K 40 | L 338 in Drabenderhöhe – Hillerscheid – K 34 – L 321 |
| K 41 | L 321 in Strombach – Hardt-Hanfgarten – Liefenroth – in Vollmerhausen |
| K 42 | L 321 – Wasserfuhr – |
| K 43 | L 326 in Morsbach – Stockshöhe – Landesgrenze – (K 71 im Landkreis Altenkirchen (Westerwald), Rheinland-Pfalz)                                                                   |
| K 44 | ( im Märkischen Kreis) – Kreisgrenze – Wilbringhausen – K 45 – L 97 in Holzwipper                                                                                                |
| K 45 | K 44 – L 306 |
| K 46 | in Kalsbach – Siepen – Niedernhagen – L 323 in Becke |
| K 47 | in Ründeroth – Bellingroth – L 302 in Kaltenbach |
| K 48 | K 52 – L 341 in Mühlhausen |
| K 49 | K 1 – Braßhagen – Kreisgrenze – (K 49 in Remscheid) |
| K 50 | K 23 – Halsterbach – Hahnbuche – K 51 – Wiedenhof – L 324 in Eckenhagen |
| K 51 | L 341 in Oberagger – Schmittseifen – K 50 in Hahnbuche |
| K 52 | L 336 in Weiershagen – Hückhausen – Oberbantenberg – L 321 – L 341 – Bomig – K 48 – L 145 in Marienhagen                                                                         |
| K 53 | L 351 in Neumühle – Wiehl – Komp – Hardt – L 342 – K 54 – Wildberg – L 351 – Landesgrenze – (nicht befahrbar – K 81 im Landkreis Altenkirchen (Westerwald), Rheinland-Pfalz)     |
| K 54 | K 53 – Landesgrenze – (K 83 im Landkreis Altenkirchen (Westerwald), Rheinland-Pfalz)                                                                                             |
| K 57 | L 102 in Alferzhagen – Merkausen – Alpe – Dorn – Fahrenberg – L 337 |
| K 60 | L 322 in Lieberhausen – L 173 in Wörde |

## Quelle
- Landesvermessungsamt Nordrhein-Westfalen, Kreiskarte Nr. 46: Oberbergischer Kreis